# Elina Duni
Elina Duni e uma cantora de jazz suíço-albanesa, nascida em Tirana em março 1981 e que vive em Suíça desde 1992.
O seu repertório mistura canções tradicionais dos Bálcãs com versões de canções anglo-saxãs e francesas (Avec le temps, La Javanaise...)

## Biografia
Elina Duni e nascida em Albânia em 1981, pais que ainda se encontrava sob regime comunista, numa família de artistas e intelectuais : a sua mãe Bessa Myftiu e suo avô Mehmet Myftiu são escritores, seu pai Spiro Duni e ator e diretor de cinema.
Sube por primeira vez num palco como cantora aos cinco anos e, em seguida, começa a estudar violino. De 1986 a 1991, participa de diversos festivais e canta para a la rádio nacional e a televisão albanêsa.
Em 1992, após a queda do regime, deixa a Albânia e se muda com sua mãe para Lucerna, e em seguida para Genebra. Fez os seus estudos na escola secondaria De Saussure, e, ao mesmo tempo, segue os cursos do conservatório de música de Genebra. Depois de sua formatura, em 2000, participa de vários projetos de cinema, teatro e jazz na Albânia e na Suíça.
Entre 2004 e 2008, estuda canto e composição na escola de arte de Berna, no departamento de jazz e a partir de 2004, a música albanesa se torna a sua mayor influencia.
Em seguida, criou o Elina Duni Quartet com Colin Vallon (piano), Patrice Moret (baixo) e Norbert Pfammatter (bateria). Os temas que tocam combinam jazz e músicas inspiradas pelo repertório tradicional albanês. Seus textos são cantadas em alemão, búlgaro, romeno, turco, romani, grego, albanês e inglês.
Lança o seu primeiro álbum, Baresha, em 2008, seguido por uma turnê de festivais de jazz da europa (Suíça, Alemanha, França e Balcãs). Em 2010 lança o seu segundo álbum, Lume, Lume. O seu terceiro álbum, Matanë Malit, e lançado in 2012 e o quarto em 2015.
Também participou no álbum Melanchology do pianista André Manoukian e toca no grupo de synthpop albanês Retrovizorja.

## Discografia
- 2008 : Baresha, Elina Duni Quartet, Meta Records
- 2010 : Lume, Lume, Elina Duni Quartet, Meta Records
- 2012 : Matanë Malit, Elina Duni Quartet, ECM
- 2014: Muza e Zezë, Elina Duni
- 2015 : Dallëndishe, Elina Duni Quartet, ECM, Universal

## Ligaçãoes externas
- Sitio web oficial